# باشگاه فوتبال تاج تهران در فصل ۴۸–۱۳۴۷
باشگاه فوتبال تاج تهران در فصل ۱۳۴۷ این فصل، بیست و سومین فصل حضور تیم تاج، که امروزه با نام استقلال شناخته می‌شود، در فوتبال ایران بود. تاج در این فصل در تابستان در جام حذفی تهران شرکت کرد و سپس در مسابقات جام باشگاه‌های تهران شرکت کرد که این مسابقات با وقفه‌ای  در تابستان ۱۳۴۸ به اتمام رسید. در زمستان این فصل نیز تیم تاج در بازی‌های انتخابی قهرمانی باشگاه‌های آسیا شرکت کرد.

## پیش‌زمینه
این فصل، ششمین و آخرین فصل رکود در باشگاه فوتبال تاج تهران بود و تیم تاج باز هم بدون کسب جام ماند؛ اما در این سال تغییرات زیادی در کادر فنی و بازیکنان صورت گرفت که در سال‌های بعدی جواب داد و تیم رؤیایی باشگاه را شکل داد. از جمله ستارگانی که به باشگاه فوتبال تاج تهران پیوستند می‌توان به جلال طالبی و پرویز قلیچ‌خانی اشاره کرد که دو ستاره آن زمان فوتبال ایران بودند. منصور پورحیدری نیز در همین سال به باشگاه فوتبال تاج تهران پیوست. پورحیدری بعدها به چهره‌ای تاریخ‌ساز و مطرح در این باشگاه تبدیل شد به گونه‌ای که به وی لقب پدر استقلال را داده‌اند. همچنین در پی انحلال تیم شاهین در سال ۱۳۴۶ و دارایی در اوائل همین سال، پرویز خسروانی مالک باشگاه، سازمان ورزشی و فرهنگی تاج را تاسیس کرد و مالکیت باشگاه از شخص خسروانی به این سازمان انتقال یافت. سازمان تاج و تمامی دارایی‌های منقول و غیر منقول آن از جمله باشگاه فوتبال تاج تهران وقف عام شدند. اهمیت این تصمیم بعدها و پس از انقلاب ۱۳۵۷ مشخص شد، زمانی که با وجود تلاش‌های فراوان گروه‌ها و افراد سیاسی و ورزشی مختلف برای انحلال تاج، این سازمان منحل نشد و به سازمان تربیت بدنی واگذار شد.

## مرور فصل

### جام حذفی تهران
تیم تاج در این فصل در جام حذفی تهران شرکت کرد این مسابقات پیش از جام باشگاه‌های تهران و در فصل بهار برگزار شد اما باشگاه فوتبال تاج تهران نتوانست به مراحل نهایی راه پیدا کند. پاس تهران قهرمان این رقابت‌ها شد. نکته جالب در جام حذفی این سال تکرار بازی تاج و شهربانی بود. این دو تیم در بازی اول به تساوی یک بر یک رسیدند و برای تعیین تیم صعود کننده در دیداری تکراری به مصاف هم رفتند که اینبار تیم شهربانی موفق به کسب برد یک بر صفر شد و تاج از دور مسابقات کنار رفت

### جام باشگاه‌های تهران (انتخابیجام باشگاه های آسیا ۱۹۷۰)
مسابقات این فصل جام باشگاه‌های تهران از آبان ماه سال ۱۳۴۷ آغاز شد. در مرحله نخست باشگاه فوتبال تاج تهران با تیم‌های ورزنده، داریوش، آریا و حمل و نقل هم گروه شد بعد از برگزاری بازی‌های مرحله مقدماتی تاج به همراه پانزده تیم دیگر صعود کننده به مرحله نهایی با وقفه‌ای طولانی و در تابستان ۱۳۴۸ مسابقات نهایی را برگزار کردند. تیم‌ها در چهار گروه چهار تیمی به صورت دوره‌ای بازی کردند و از هر گروه دو تیم به مرحله حذفی صعود کرد. تیم تاج در مرحله حذفی ابتدا پرسپولیس و سپس شهربانی را از پیش روی برداشت تا در دیدار نهایی برای تعیین قهرمان تهران در برابر پاس صف‌آرایی کند. با پیروزی پر گل ۴–۱ تاج در برابر پاس در نهایت عنوان قهرمانی تهران به تیم تاج رسید تا تاج بعد از یک دوره هفت ساله دوباره قهرمان تهران شود. تاج با این قهرمانی نماینده ایران در  جام باشگاههای  آسیا ۱۹۷۰ شد.

### انتخابی جام باشگاه‌های آسیا ۱۹۶۹
با شکل‌گیری مسابقات فوتبال قهرمانی باشگاه‌های آسیا، جهت تعیین نماینده ایران در این مسابقات یک دوره بازیهای انتخابی برگزار شد. پنج تیم تهرانی تاج، عقاب، پرسپولیس، پاس و شهربانی به صورت دوره‌ای به رقابت پرداختند و در پایان تیم پرسپولیس با هفت امتیاز (۳ برد و ۱ مساوی) اول شد و به عنوان نماینده ایران به  مسابقات باشگاهی قهرمانی آسیا ۱۹۶۹   معرفی شد. تیم تاج در این بازیها با دو برد و دو مساوی موفق به کسب شش امتیاز شد. 

#### بازی با پاس
دو تیم تاج و پاس در هفته سوم مسابقات انتخابی جام باشگاه‌های آسیا به مصاف هم رفتند. این بازی تا دقیقه ۳۹ بدون گل ادامه داشت که در این دقیقه پرویز میرزاحسن شوتی سهمگین به سمت دروازه تاج روانه کرد که این توپ وارد دروازه تاج  شد. بازیکنان پاس مشغول شادی گل شدند و کمک داور نیز با پرچم سالم بودن گل را تایید کرد ولی داوود نصیری داور این بازی حساس پس از بررسی تور دروازه گل را مردود اعلام کرد و بیان داشت که توپ از بیرون و از پارگی موجود در تور وارد دروازه شده است بازیکنان پاس که این تصمیم داور را قبول نداشتند از ادامه بازی امتناع کرده و از میدان خارج شدند. پس از مدتی بلندگوی ورزشگاه امجدیه اعلام کرد چون بازیکنان تیم پاس حاضر به ادامه بازی نشده‌اند تاج سه بر صفر پیروز اعلام میشود و کمیته فنی فدراسیون فوتبال تشخیص داور را اصولی دانسته است.

### دیدارهای غیر رسمی
در تابستان ۱۳۴۷ رقابت‌های قهرمانی کشور با حضور تیم‌های سراسر استان‌ها برگزار شد و تیم تاج تهران که قهرمان مسابقات انتخابی باشگاه‌های تهران شده بود به عنوان نماینده استان تهران در رقابت‌ها شرکت کرد.
تیم تاج در این سال جهت شرکت در مسابقات جام جمهوری پاکستان رهسپار این کشور شد.
در سال ۱۳۴۷ برای اولین بار پرسپولیس در برابر تاج قرار گرفت. پرسپولیس که ستارگان اصلی تیم منحل شده شاهین را خریده بود به نوعی به رقیب اصلی تاج تبدیل شد تا این آغازی باشد بر شروع شهرآورد بزرگ تهران و به نوعی ادامه هماوردی تاج و شاهین شود. در این سال این دو تیم سه بازی برابر هم انجام دادند که هر سه بازی با تساوی به پایان رسید. شاید در آن سال‌ها این بازیها به اندازه زمان حال حساس نبوده‌است و با گذشت زمان ارزش پیدا کرده‌است. با اینکه که بازی تاریخ ۲۷ مرداد ۱۳۴۷ بین تاج و پرسپولیس قطعاً برگزار شده‌است و با اسناد معتبری می‌توان برگزاری این بازی را ثابت کرد ولی هنوز هم در برخی از منابع رسمی این بازی ثبت نشده‌است.

## فهرست بازیکنان
بازیکنانی که در این سال برای تیم تاج به میدان رفتند عبارت بودند از: مهدی کشاورز، حسین قاضی‌شعار، اونیک کاراپتیان، احمد رحیمی، منصور پورحیدری، علی‌محمد کاردان، مهدی لواسانی، عزت جانملکی، کامبیز جمالی، حسین فرزامی، علی جباری، احمد منشی‌زاده، کارو حق وردیان، مرتضی شرکا، امیرحسین جابری‌زاده، مهدی حاج محمد، جلال طالبی، پرویز قلیچ خانی، داریوش مصطفوی اکبر افتخاری

## بازی‌ها

### جام حذفی تهران
منبع
| ۶ تیر ۱۳۴۷ ۱ | تاج تهران                                | ۱۰ – ۰ | شرکت واحد تهران | تهران                                    |
|              | جباری · فرزامی · شرکا · مصطفوی · لواسانی |        |                 | ورزشگاه: امجدیه تهران داور: منوچهر حیدری |

| ۱۴ تیر ۱۳۴۷ ۲ | تاج تهران                 | ۸ – ۰ | [همایون] | تهران                                    |
|               | جباری · فرزامی · پورحیدری |       |          | ورزشگاه: امجدیه تهران داور: ارشد برازنده |

| ۲۳ تیر ۱۳۴۷ ۳ | تاج تهران                 | ۳ – ۰ | البرز تهران | تهران                                             |
|               | اکبر افتخاری · مرتضی شرکا |       |             | ورزشگاه: امجدیه تهران داور: ابوالقاسم حاج‌ابوالحسن |

| ۲۸ تیر ۱۳۴۷ ۴ | تاج تهران           | ۱ – ۱ | شهربانی تهران | تهران                                    |
|               | پرویز قلیچ‌خانی ۱۰۷' |       | یزدانیان ۹۸'  | ورزشگاه: امجدیه تهران داور: ارشد برازنده |

| ۳۰ تیر ۱۳۴۷ ۵                                                      | تاج تهران | ۰ – ۱ | شهربانی تهران | تهران                                             |
|                                                                    |           |       | یکتاخواه ۸۸'  | ورزشگاه: امجدیه تهران داور: ابوالقاسم حاج‌ابوالحسن |
| یادداشت: چون بازی تاج و شهربانی مساوی شد بازی این دو تیم تکرار شد. |           |       |               |                                                   |

### جام باشگاه‌های تهران
منبع

#### مرحله مقدماتی
| ۲۰ آذر ۱۳۴۷ ۱ | تاج تهران        | ۵ – ۰ | آریا تهران | تهران                                   |
|               | فرزامی · جانملکی |       |            | ورزشگاه: امجدیه تهران داور: داوود حیدری |

| بهمن ۱۳۴۷ ۲ | تاج تهران | ۴ – ۰ | ورزنده تهران | تهران                 |
|             |           |       |              | ورزشگاه: امجدیه تهران |

| فروردین ۱۳۴۸ ۳ | تاج تهران | ۴ – ۱ | داریوش تهران | تهران                 |
|                |           |       |              | ورزشگاه: امجدیه تهران |

| ۴ | تاج تهران | ؟ – ؟ | حمل و نقل تهران | تهران                 |
|   |           |       |                 | ورزشگاه: امجدیه تهران |

#### مرحله نهایی
| ۱۲ تیر ۱۳۴۸ گروهی ۱ | تاج تهران                                                                    | ۷ – ۰   | بانک ملی | تهران                                   |
|                     | قلیچ‌خانی ۲۳' · مصطفوی ۲۶'، ۳۲'، ۳۶'، ۸۲' (پنالتی) · جباری ۶۷' · حق‌وردیان ۸۶' | اطلاعات |          | ورزشگاه: امجدیه تهران داور: جعفر نامدار |

| ۱۹ تیر ۱۳۴۸ گروهی ۲ | تاج تهران               | ۲ – ۰   | برق تهران | تهران                                    |
|                     | افتخاری ۲۷' · جباری ۸۲' | اطلاعات |           | ورزشگاه: امجدیه تهران داور: حبیب پورامید |

| ۲۷ تیر ۱۳۴۸ گروهی ۳ | تاج تهران | ۰ – ۱   | راه‌آهن      | تهران                                            |
|                     |           | اطلاعات | کارگرجم ۸۴' | ورزشگاه: امجدیه تهران داور: ابوالقاسم حاج‌ابولحسن |

| ۳۱ مرداد ۱۳۴۸ 1/4 نهایی (دربی ۴) | تاج تهران                              | ۳ – ۱   | پرسپولیس تهران            | تهران                                            |
|                                  | منشی‌زاده ۸' · جباری ۴۳' · حق‌وردیان ۸۹' | اطلاعات | وطنخواه '۳۵ · گنجاپور ۷۲' | ورزشگاه: امجدیه تهران داور: ابوالقاسم حاج‌ابولحسن |

| ۷ شهریور ۱۳۴۸ نیمه‌نهایی | تاج تهران    | ۰ – ۰   | شهربانی تهران | تهران                                      |
|                         | قلیچ‌خانی ۱۰۴ | اطلاعات |               | ورزشگاه: امجدیه تهران داور: عبدالرضا موزون |

| ۹ شهریور ۱۳۴۸ تکرار نیمه‌نهایی | تاج تهران                           | ۳ – ۰   | شهربانی تهران | تهران                                      |
|                               | جباری ۱۶' · مصطفوی ۷۵' · فرزامی ۷۷' | اطلاعات |               | ورزشگاه: امجدیه تهران داور: عبدالرضا موزون |

| ۱۲ شهریور ۱۳۴۸ فینال | تاج تهران                                         | ۴ – ۱   | پاس تهران          | تهران                                      |
| | فرزامی ۱۲' · مصطفوی ۱۸' · جباری ۵۰' · افتخاری ۸۷' | اطلاعات | یاوری ۳۰' (پنالتی) | ورزشگاه: امجدیه تهران داور: عبدالرضا موزون |
| یادداشت: در دقیقه ۳۵ اکبر افتخاری روی یک ضربه آزاد با شوت سنگین از فاصله سی متری دروازه پاس را باز کرد که داور گل را مردود دانست |                                                   |         |                    |                                            |

### انتخابی جام باشگاه‌های آسیا
منبع
| ۱۴ آذر ۱۳۴۷ ۱ | تاج تهران | ۰ – ۰ | عقاب تهران | تهران                                   |
|               |           |       |            | ورزشگاه: امجدیه تهران داور: داوود حیدری |

| ۸ دی ۱۳۴۷ ۲ | تاج تهران               | ۲ – ۱ | شهربانی تهران | تهران                                              |
|             | فرزامی ۴۴' · مصطفوی ۸۶' |       | مظفری ۵۰'     | ورزشگاه: امجدیه تهران داور: ابوالقاسم حاج ابوالحسن |

| ۱۳ دی ۱۳۴۷ ۳ | تاج تهران | ۰ (۳) – ۰ (۰) | شهربانی تهران | تهران                                   |
| |           |               |               | ورزشگاه: امجدیه تهران داور: داوود نصیری |
| یادداشت: در دقیقه ۴۰ بازیکنان شهربانی به نشانه اعتراض به تصمیم داور حاضر به ادامه بازی نشدند و تاج ۳ بر ۰ برنده اعلام شد |           |               |               |                                         |

| ۲۰ دی ۱۳۴۷ ۴ (دربی ۳) | تاج تهران | ۰ – ۰   | پرسپولیس تهران | تهران                                                  |
|                       |           | اطلاعات |                | ورزشگاه: امجدیه تهران تماشاگران: ۲۰۰۰۰ داور: بهادرخان  |

### مسابقات قهرمانی کشور
| ۸ شهریور ۱۳۴۷ | تاج تهران              | ۲ – ۰ | نماینده تبریز | تهران                                        |
|               | جباری ۱۵' · مصطفوی ۸۸' |       |               | ورزشگاه: امجدیه داور: ابوالقاسم حاج ابوالحسن |

منبع 

### بازی‌های دوستانه
منبع
| ۱۶ فروردین ۱۳۴۷ دوستانه ۱ (دربی ۱) | تاج تهران | ۰ – ۰   | پرسپولیس تهران | تهران                                      |
|                                    |           | اطلاعات |                | ورزشگاه: امجدیه تهران داور: عبدالرضا موزون |

| ۲۷ مرداد ۱۳۴۷ دوستانه ۲ (دربی ۲) | تاج تهران     | ۱ – ۱   | پرسپولیس تهران         | تهران                                      |
|                                  | جابری‌زاده ۶۷' | اطلاعات | همیشه‌جوان ۸۴' (پنالتی) | ورزشگاه: امجدیه تهران داور: عبدالرضا موزون |

| ۱۹ آذر ۱۳۴۷ دوستانه ۳ | تاج تهران             | ۱ – ۱   | نفتیانیک باکو | تهران                                      |
|                       | جباری ۱۲' · فرزامی ۷۵ | اطلاعات | بانیشفسکی ۴۷' | ورزشگاه: امجدیه تهران داور: عبدالرضا موزون |

| ۳۰ آذر ۱۳۴۷ دوستانه ۴ | تاج تهران | ۱ – ۰   | ترنشین چکسلواکی | تهران                                   |
|                       | جباری ۴۹' | اطلاعات |                 | ورزشگاه: امجدیه تهران داور: داوود حیدری |

| ۱۸ بهمن ۱۳۴۷ دوستانه ۵ | تاج تهران                              | ۳ – ۳   | جوانان ایران                                      | تهران                 |
|                        | قلیچ‌خانی ۱۷' · جباری ۷۱' · افتخاری ۸۳' | اطلاعات | یوسف‌زاده ۲' · حسین باباخانلو ۲۴' · رضا ماهینی ۲۹' | ورزشگاه: امجدیه تهران |

| ۹ اسفند ۱۳۴۷ دوستانه ۶ | تاج تهران | ۱ – ۱   | تیم منتخب ارتش ایران | تهران                 |
|                        | طالبی ۸۸' | اطلاعات | مهاجرانی ۷۰'         | ورزشگاه: امجدیه تهران |

| ۲۵ اسفند ۱۳۴۷ دوستانه ۷ | منتخب تاج و پاس | ۰ – ۰   | اسپارناک مسکو | تهران                                    |
|                         |                 | اطلاعات |               | ورزشگاه: امجدیه تهران داور: ارشد برازنده |

| ۲۶ اردیبهشت ۱۳۴۸ دوستانه ۸ | تاج تهران    | ۱ – ۲ | شهربانی تهران     | تهران                                              |
|                            | قلیچ‌خانی ۳۲' |       | میرزاحسن ۴۴'، ۵۹' | ورزشگاه: امجدیه تهران داور: ابوالقاسم حاج ابوالحسن |

| ۲۲ مرداد ۱۳۴۸ دوستانه ۱۰ | تاج تهران          | ۱ – ۱ | تاج آبادان | تهران                 |
|                          | غلامحسین فرزامی ۹' |       |            | ورزشگاه: امجدیه تهران |

## آمار

### تعداد بازی
| #  | بازیکن          | تعداد بازی    | تعداد بازی | تعداد بازی             | تعداد بازی |
| #  | بازیکن          | لیگ تهران (۱) | حذفی تهران | انتخابی باشگاههای آسیا | جمع        |
| -- | --------------- | ------------- | ---------- | ---------------------- | ---------- |
| ۱  | علی جباری       | ۷             | ۵          | ۴                      | ۱۶         |
| ۲  | پرویز قلیچ‌خانی  | ۷             | ۵          | ۴                      | ۱۶         |
| ۳  | منصور پورحیدری  | ۷             | ۴          | ۴                      | ۱۵         |
| ۴  | داریوش مصطفوی   | ۷             | ۴          | ۴                      | ۱۵         |
| ۵  | مهدی لواسانی    | ۶             | ۵          | ۴                      | ۱۵         |
| ۶  | عزت جانملکی     | ۷             | ۴          | ۳                      | ۱۴         |
| ۷  | اکبر افتخاری    | ۷             | ۳          | ۴                      | ۱۴         |
| ۸  | حسین قاضی‌شعار   | ۵             | ۴          | ۳                      | ۱۲         |
| ۹  | غلامحسین فرزامی | ۴             | ۳          | ۴                      | ۱۱         |
| ۱۰ | کارو حق‌وردیان   | ۷             | ۰          | ۴                      | ۱۱         |
| ۱۱ | احمد منشی‌زاده   | ۴             | ۴          | ۱                      | ۹          |
| ۱۲ | اونیک کارپتیان  | ۳             | ۲          | ۳                      | ۸          |
| ۱۳ | مهدی کشاورز     | ۲             | ۴          | ۱                      | ۷          |
| ۱۴ | مرتضی شرکا      | ۳             | ۳          | ۰                      | ۶          |
| ۱۵ | احمد رحیمی      | ۰             | ۴          | ۱                      | ۵          |
| ۱۶ | کامبیز جمالی    | ۰             | ۴          | ۰                      | ۴          |
| ۱۷ | علی‌محمد کاردان  | ۲             | ۱          | ۰                      | ۳          |
| ۱۸ | جلال طالبی      | ۰             | ۰          | ۳                      | ۳          |
| ۱۹ | مهدی حاج‌محمد    | ۱             | ۰          | ۱                      | ۲          |
| ۲۰ | داوود حیدری     | ۰             | ۱          | ۰                      |            |

۱- در این جدول چهار بازی مرحله مقدماتی باشگاههای تهران محاسبه نشده است.

## سایر ورزشها
- در مسابقات فوتبال خردسالان باشگاه‌های تهران (زیر ۱۷ سال) تیم خردسالان باشگاه تاج به مقام قهرمانی دست یافت و ایران ناسیونال دوم شد.
- تیم دو و میدانی بانوان تاج با ۸۸ امتیاز قهرمان باشگاه‌های تهران گردید و تیم‌های انجمن بانوان با ۵۰ امتیاز و تیم پاس با ۳۳ امتیاز دوم و سوم شدند.
- در مسابقات دو و میدانی قهرمانی باشگاه‌های تهران تیم تاج با ۱۷۹ امتیاز به مقام قهرمانی دست یافت و تیم پاس با ۱۳۱ امتیاز و تیم آتش نشانی با ۵۸ امتیاز دوم و سوم شدند
- در مسابقات دو و میدانی بانوان قهرمانی باشگاه‌های تهران تیم تاج با ۸۹ امتیاز به مقام قهرمانی رسید و تیم انجمن و آرارات دوم و سوم شدند.
- در مسابقات بسکتبال قهرمانی باشگاه‌های تهران، تیم بسکتبال تاج پس از تیم پاس و عقاب به مقام سوم باشگاه‌های تهران دست یافت.
- در مسابقات بسکتبال بانوان باشگاه‌های تهران تیم بانوان تاج پس از تیم٬های انجمن، باس و آرارات به مقام چهارم دست یافت
- در مسابقات والیبال باشگاه‌های تهران تیم والیبال تاج که تا روز ماقبل آخر در رده نخست بود با شکست در مقابل تیم طوفان به مقام چهارم این دوره از مسابقات نائل آمد و تیم‌های ایران امروز ، عقاب و دخانیات به ترتیب اول تا سوم شدند
- در مسابقات والیبال بانوان باشگاه‌های تهران تیم انجمن دوشیزگان به مقام قهرمانی دست یافت و تیم‌های بانوان تاج و پیکان دوم و سوم شدند
- در مسابقات تنیس روی میز باشگاه‌های تهران تیم بانوان تاج به مقام قهرمانی این دوره از مسابقات دست یافت
- در مسابقات پینگ پنگ قهرمانی باشگاه‌های تهران تیم تاج به مقام قهرمانی این دوره از مسابقات دست یافت. اعضاء تیم تاج عبارت بودند از: امیر احتشام‌زاده - هوشنگ بزرگ‌زاده - ادموند بیت خدا - ایرج نژادی - محمود صفت‌جو
- در مسابقات دو صحرانوردی باشگاه‌های تهران تیم تاج تهران به مقام قهرمانی دست یافت و دو تیم پاس و پیکان در رده‌های بعدی ایستادند. غفوری و ابوذر دو تن بهترین دوندگان تیم تاج در این سال بودند.[۸]
- در مسابقات شطرنج باشگاه‌های تهران تیم تاج قهرمان شد و دو تیم دانشگاه و هما در رتبه‌های بعدی ایستادند[۹]

منبع

## نگارخانه

تصویری از اولین شهرآورد تهران به تاریخ ۱۶ فروردین ۱۳۴۷
تصویری از دومین شهرآورد تهران به تاریخ ۲۷ مرداد ۱۳۴۷
تصویری از سومین شهرآورد تهران به تاریخ ۲۰ دی ۱۳۴۷
تصویری از مهدی کشاورز در بازی دوستانه تاج و تیم ملی جوانان
تصویری از جلال طالبی در بازی دوستانه تاج و منتخب ارتش ایران
دیدار دوستانه تاج تهران و نفتیانیک باکو
تصویر از لحظه آغاز جنجال در بازی تاج و پاس
تصویری از دیدار دوستانه تاج و ترنشین چکسلواکی
تصویری از تیم بسکتبال تاج تهران در سال ۱۳۴۷
تصویری از تیم بسکتبال تاج تهران در سال ۱۳۴۷
قهرمانی تیم تاج در دو صحرانوردی